# Вулиця Клінічна (Тернопіль)
Вулиця Клінічна — вулиця в мікрорайоні «Старий парк» міста Тернополя. Починається від Михайла Коцюбинського і закінчується на проспекті Степана Бандери.
Довжина вулиці приблизно 300 м.

## Історія

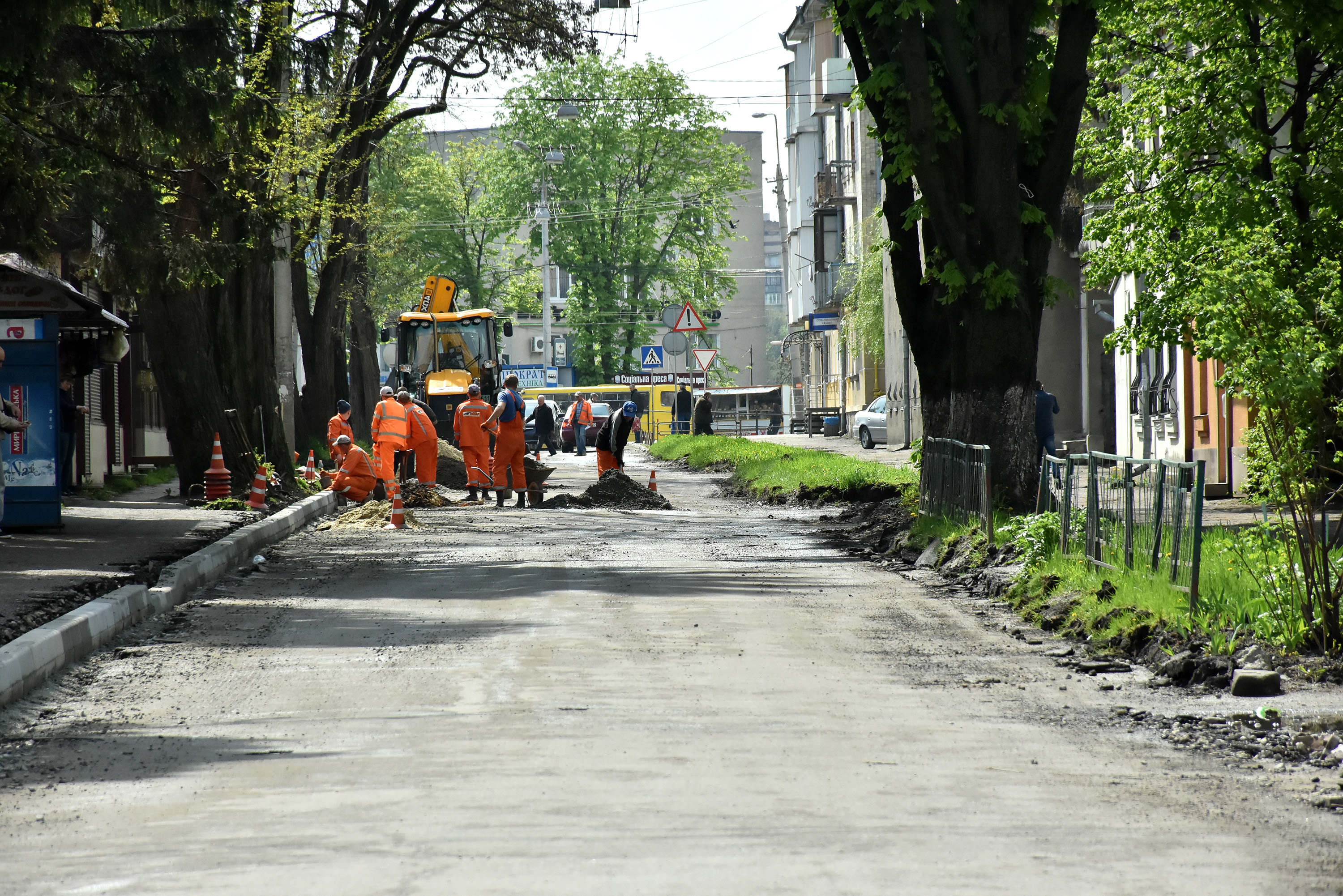
Ремонт вулиці

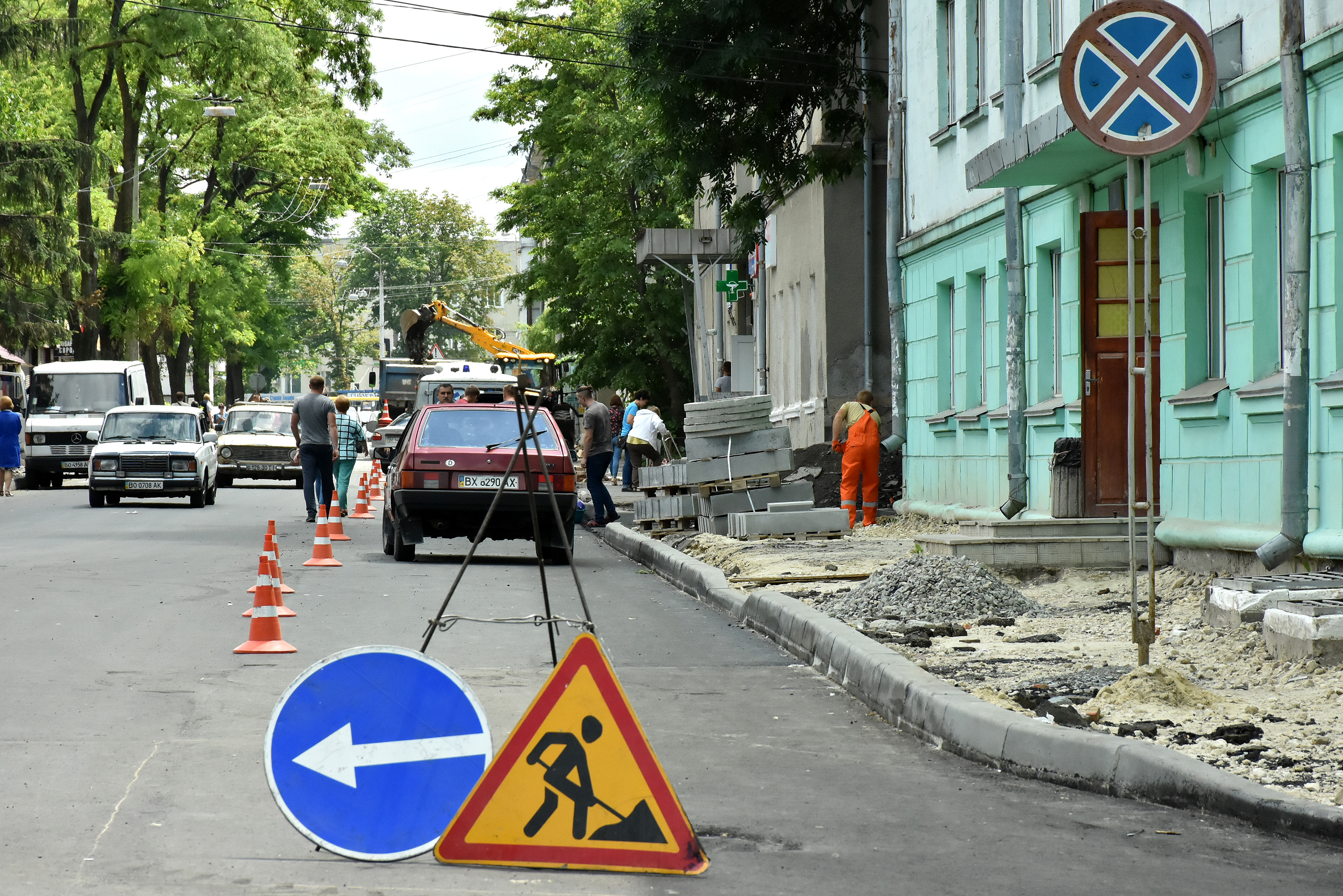
Ремонт вулиці

У 2017 році на вулиці зроблено капітальний ремонт: настелено асфальт, облаштовано узбіччя, розширено проїжджу частину, внаслідок чого встановлено дві смуги руху для транспорту й одну для стоянки. Ініціатором змін був лікар Тернопільської університетської лікарні Сергій Фаренюк. На ремонт виділено більше 3 млн гривень із місцевого бюджету

## Установи
- КУТОР «Тернопільська університетська лікарня» — вул. Клінічна, 1
  - Інформаційно-аналітичний центр медичної статистики
  - Патологоанатомічне бюро
  - Аптека № 128
- Тернопільська міська дитяча комунальна лікарня — вул. Клінічна, 1а
- Гуртожиток № 4 і Кафедра фізичної реабілітації, здоров'я людини та фізичного виховання Тернопільського державного медичного університету імені І. Я. Горбачевського — вул. Клінічна, 2
- Тернопільська обласна комунальна поліклініка — вул. Клінічна, 4
- Тернопільській обласний центр служби крові — вул. Клінічна, 8
- Торгові заклади, кіоски

## Транспорт
Найближчі зупинки громадського транспорту є на проспекті Степана Бандери

## Природа
На початку вулиці є парк-пам'ятка садово-паркового мистецтва «Старий парк»